# Heterolaophonte quinquespinosa
Heterolaophonte quinquespinosa är en kräftdjursart som först beskrevs av Sewell 1924.  Heterolaophonte quinquespinosa ingår i släktet Heterolaophonte och familjen Laophontidae. Inga underarter finns listade i Catalogue of Life.